# فرد وينشل
فرد وينشل (بالإنجليزية: Fred Winchell)‏ هو لاعب كرة قاعدة أمريكي، ولد في 23 يناير 1882 في أرلينغتون ‏ في الولايات المتحدة، وتوفي في 8 أغسطس 1958 في تورونتو في كندا.

## وصلات خارجية
- فرد وينشل على موقعبيزبول رفرنس.كوم (الدوري الرئيسي) (الإنجليزية)
- فرد وينشل على موقعبيزبول رفرنس.كوم (الدوري الثانوي) (الإنجليزية)